# 危機將至
〈危機將至〉（英語："Writing's on the Wall"）是英国发片艺人山姆·史密斯演唱的歌曲，该曲是2015年詹姆斯·邦德电影《007：幽灵党》的主题曲。该曲于2015年9月25日以发行。山姆·史密斯和吉米·内普斯共同创作和制作了这首歌，解密兄弟亦参与创作。歌曲获得的评价褒贬不一，特别是在被拿来跟以往的邦德电影主题作比较时。对歌曲的辨证评价使得雪莉·贝西在歌曲发布当天荣登Twitter趋势榜。该单曲成为首支在英国单曲排行榜位列榜首的邦德电影主题曲。获得第73届金球奖、第88屆奧斯卡金像獎最佳原创歌曲。

## 背景
史密斯和吉米·内普斯共同创作。史密斯表示歌曲在一个旋风般的会议中形成。他和搭档吉米在半个小时内寫了这首歌，并迅速录制了样本。当他们重新听录音时，他们非常对史密斯的声乐表现非常满意，在最终发行时终于用了这首歌——尽管在编曲时加了一些肌肉。2015年9月8日，史密斯宣布他将演唱詹姆斯·邦德电影《幽灵党》的主题曲。他表示表演主题曲是“我职业生涯的亮点之一”。

## 创作
歌曲以每分钟66拍的F小调创作。史密斯的音域从A ♭4升至D♭6。

## 专业评价
歌曲发行时获得乐评人的评价褒贬不一。《卫报》的亚历克西斯·佩特里蒂斯（Alexis Petridis）写道：“〈危機將至〉尝试捕捉阿黛尔的〈天幕杀机〉主题曲的情感，但因山姆·史密斯表示歌曲用20分钟写就而大打折扣。”数码间谍的刘易斯·康纳尔（Lewis Corner）给出3/5星。《每日电讯报》的聂耳·麦考密克（Neil McCormick）称这首歌是“邦德民谣怪物”，表示“（歌曲）节奏非常非常慢，拘谨得惊人，有时在共振钢琴音符里头漂浮，管辖乐的笔触微弱，所有亮点都集中在史密斯那强烈的控制步调上升的颤音，以及大胆副歌收尾的张力中”。

## 商业表现
在英国，截至2015年10月8日，歌曲成为第一支位列榜首的邦德主题曲。此前高排位的邦德主题曲是阿黛尔的〈空降危機〉和杜兰杜兰的〈雷霆杀机〉，均位列第二。这也成为史密斯两年来第五首英国冠军单曲。在美国，歌曲在《公告牌》百强单曲榜上以第71位首次亮相，而相较于上一首邦德主题曲《空降危機》，在2012年10月则以第8位首秀。在加拿大，歌曲以第43位首秀。而在澳大利亚，歌曲表现中肯，首秀第44位。但在爱尔兰，歌曲是一首更加热门的歌曲，首秀和最高排位都是第9位。歌曲还名列其他欧洲国家的排行榜，但其成绩比上面的都要小。

## 曲目列表
| 数字下载 | 数字下载              | 数字下载 |
| 曲序     | 曲目                  | 时长     |
| -------- | --------------------- | -------- |
| 1.       | Writing's on the Wall | 4:38     |

| CD单曲和黑胶唱片版 | CD单曲和黑胶唱片版                            | CD单曲和黑胶唱片版 |
| 曲序               | 曲目                                          | 时长               |
| ------------------ | --------------------------------------------- | ------------------ |
| 1.                 | Writing's on the Wall                         | 4:38               |
| 2.                 | Writing's on the Wall（Instrumental（伴奏）） | 4:38               |

## 榜单表现
| 榜单（2015年）                       | 最高排位 |
| ------------------------------------ | -------- |
| 澳大利亚（澳大利亚唱片业协会單曲榜） | 44       |
| 奥地利（Ö3四十强单曲榜）             | 20       |
| 比利时佛兰德（Ultratop五十强单曲榜） | 7        |
| 比利时瓦隆（Ultratop五十强单曲榜）   | 36       |
| 加拿大（Canadian Hot 100）           | 43       |
| 捷克（百強數位單曲榜）               | 52       |
| 芬蘭（芬兰官方下载榜）               | 3        |
| 法国（法國唱片出版業公會單曲榜）     | 16       |
| 22                                   |          |
| 希臘（《公告牌》數位單曲榜）         | 8        |
| 匈牙利（四十強單曲榜）               | 2        |
| 愛爾蘭（愛爾蘭唱片音樂協會单曲榜）   | 9        |
| 義大利（意大利音乐产业联合会）       | 73       |
| 日本（Japan Hot 100）                | 78       |
| 盧森堡（《公告牌》數位歌曲榜）       | 3        |
| 荷兰（荷蘭四十強單曲榜）             | 35       |
| 荷兰（百强单曲榜）                   | 32       |
| 蘇格蘭（官方榜单公司單曲榜）         | 1        |
| 斯洛伐克（百強數位單曲榜）           | 48       |
| 西班牙（西班牙音樂製作協會）         | 25       |
| 瑞典（瑞典最熱榜）                   | 63       |
| 瑞士（瑞士热门音乐榜）               | 6        |
| 英國（官方榜单公司單曲榜）           | 1        |
| 美国（《告示牌》百大單曲榜）         | 71       |
| 美國（《告示牌》成人當代單曲榜）     | 25       |

## 发行历史
| 地区 | 日期           | 格式         | 厂牌     |
| ---- | -------------- | ------------ | -------- |
| 全球 | 2015年9月25日  | 数字音乐下载 | 国会唱片 |
| 英国 | 2015年10月23日 | CD单曲       | 国会唱片 |
| 英国 | 2015年11月7日  | 黑胶唱片     | 国会唱片 |